# 参政院

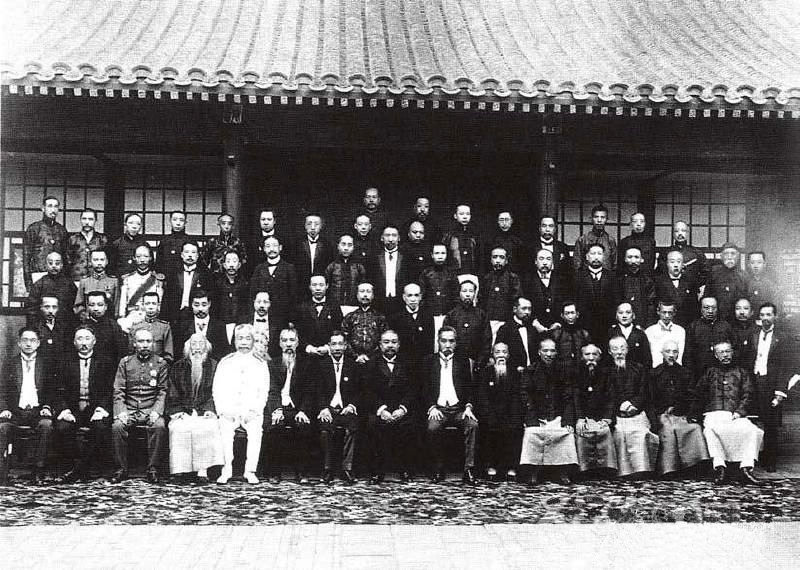
1914年6月12日，参政院开院合影。共64人。前排左起：1章宗祥、2周自齐、3段祺瑞、4（未详）、5刘冠雄、6孙宝琦、7汪大燮、8黎元洪、9徐世昌、10王闿运、11（未详）、12赵尔巽、13瞿鸿禨、14（未详）、15萨镇冰；二排左五为朱启钤、左七为王家襄、左八为梁启超、左九为李经羲、左十为汤化龙、左十六为林长民，三排左二为蔡锷、左三为荫昌、左五为施愚、十一为周学熙、十二为熊希龄、十四为马良，最后一排左一为梁士诒、左五为徐绍桢、左七为孙毓筠、左八为钱能训。

参政院是依据1914年5月1日公布的《中华民国约法》设立的临时立法机构，自1914年至1916年间存在。

## 沿革
1914年5月1日公布的《中华民国约法》规定，立法机关采一院制，名“立法院”；另一方面，第四十九條规定：“參政院應大總統之諮詢審議重要政務。參政院之組織由約法會議議決之。”第六十七條规定：“立法院未成立以前，以參政院代行其職權。”
1914年5月26日，参政院成立。6月20日，参政院在北京正式开幕。该院全体参政均由大总统袁世凯任命。6月29日，袁世凯命令由参政院代行立法院职权。但直到袁世凯逝世，立法院始终未能成立。1916年6月29日，因恢复遵行临时约法，召集国会，参政院即被裁撤。

## 组成
参政院的组成人员如下：
- 议长：黎元洪（1914年5月26日任） → 溥伦（1915年12月16日任）
- 副议长：汪大燮（1914年5月26日任，副议长兼参政）
- 参政：
  - 李家驹（1914年5月26日任）
  - 瞿鸿禨（1914年5月26日任，1915年4月9日辞）
  - 于式枚（1914年5月26日任，未到任）
  - 周学熙（1914年5月26日任，1915年4月9日免）
  - 陆徵祥（1914年5月26日任，1915年1月27日免）
  - 张荫棠（1914年5月26日任，1914年6月22日辞）
  - 唐景崇（1914年5月26日任，1914年11月卒）
  - 熊希龄（1914年5月26日任）
  - 梁士诒（1914年5月26日任，1916年6月21日辞）
  - 联芳（1914年5月26日任）
  - 李国杰（1914年5月26日任）
  - 吕海寰（1914年5月26日任，1914年9月15日辞）
  - 严修（1914年5月26日任，1915年4月9日辞）
  - 梁启超（1914年5月26日任，1915年11月22日假）
  - 宝熙（1914年5月26日任）
  - 施愚（1914年5月26日任）
  - 黎渊（1914年5月26日任）
  - 程树德（1914年5月26日任）
  - 胡钧（1914年5月26日任）
  - 蔡锷（1914年5月26日任，1915年12月29日免）
  - 蒋尊簋（1914年5月26日任）
  - 王家襄（1914年5月26日任）
  - 汪有龄（1914年5月26日任）
  - 陈国祥（1914年5月26日任）
  - 朱文劭（1914年5月26日任，1915年10月12日假）
  - 荫昌（1914年5月26日任）
  - 徐绍桢（1914年5月26日任）
  - 陈汉第（1914年5月26日任）
  - 王世澂（1914年5月26日任）
  - 邓镕（1914年5月26日任）
  - 王印川（1914年5月26日任）
  - 萨镇冰（1914年5月26日任，1916年1月3日开）
  - 王揖唐（1914年5月26日任，1915年8月18日免）
  - 赵尔巽（1914年5月26日任）
  - 锡良（1914年5月26日任，1914年7月18日辞）
  - 孙毓筠（1914年5月26日任 - 1916年4月12日辞）
  - 宋小濂（1914年5月26日任）
  - 姚锡光（1914年5月26日任）
  - 阿穆尔灵圭（1914年5月26日任）
  - 李经羲（1914年5月26日任，1914年10月7日免）
  - 袁树勳（1914年5月26日任，1915年4月卒）
  - 赵惟熙（1914年5月26日任）
  - 李盛铎（1914年5月26日任）
  - 毛庆蕃（1914年5月26日任，1914年7月7日辞）
  - 刘若曾（1914年5月26日任）
  - 丁振铎（1914年5月26日任，1914年10月卒）
  - 冯煦（1914年5月26日任，1914年7月7日辞）
  - 那彦图（1914年5月26日任）
  - 樊增祥（1914年5月26日任）
  - 饶汉祥（1914年5月26日任）
  - 陈钰（1914年5月26日任）
  - 李开侁（1914年5月26日任）
  - 杨守敬（1914年5月26日任，1915年1月卒）
  - 王树枏（1914年5月26日任）
  - 马其昶（1914年5月26日任）
  - 宋炜臣（1914年5月26日任）
  - 李湛阳（1914年5月26日任，1915年10月23日假，1916年3月20日回任）
  - 塔旺布鲁克札勒（1914年5月26日任）
  - 劳乃宣（1914年5月26日任，1914年6月22日辞）
  - 严复（1914年5月26日任）
  - 张振勳（1914年5月26日任，未到任）
  - 渠本翘（1914年5月26日任，1914年7月18日辞）
  - 冯麟霈（1914年5月26日任）
  - 王闿运（1914年5月26日任，1915年10月23日假）
  - 柯劭忞（1914年5月26日任，1915年4月9日辞）
  - 马良（1914年5月26日任）
  - 刘锦藻（1914年5月26日任，1915年2月1日免）
  - 孙多森（1914年5月26日任）
  - 李士伟（1914年5月26日任，1915年4月12日免）
  - 钱恂（1914年6月22日任）
  - 杨度（1914年6月22日任 - 1916年4月12日辞）
  - 高增爵（1914年7月7日任）
  - 秦望澜（1914年7月7日任）
  - 增韫（1914年7月18日任，1914年11月30日辞）
  - 孟继笙（1914年7月18日任，1915年10月23日假）
  - 江瀚（1915年1月27日任）
  - 李兆珍（1915年1月27日任，1915年7月31日免）
  - 吕逵先（1915年2月1日任）
  - 王祖同（1915年4月9日任，1915年7月13日免）
  - 凌福彭（1915年4月9日任，1915年10月23日差）
  - 王劭廉（1915年4月9日任）
  - 张凤台（1915年4月9日任）
  - 齐耀珊（1915年4月9日署于式枚缺，1915年8月19日任）
  - 袁金铠（1915年4月9日署张振勳缺，1916年1月2日假）
  - 徐鼐霖（1915年4月9日署袁树勳缺，1915年4月27日署张謇缺，1915年12月22日署戴戡缺，又署梁启超缺）
  - 萨福懋（1915年4月12日任）
  - 张謇（1915年4月27日任）
  - 李国筠（1915年7月14日任，未到任，戴戡署）
  - 陈懋鼎（1915年8月1日任）
  - 胡景伊（1915年8月25日任）
  - 刘师培（1915年10月23日署王闿运缺）
  - 谢桓武（1915年10月23日署李湛阳缺，1916年3月20日李湛阳回任）
  - 王锡彤（1915年10月23日署孟继笙缺）
  - 林万里（1915年10月23日署凌福彭缺）
  - 戴戡（1915年10月23日署李国筠缺，1915年11月22日署梁启超缺）
  - 张元奇（1915年11月24日署蔡锷缺，1915年12月22日任，1916年2月10日免）
  - 陈璧（1915年12月18日任）
  - 张锡銮（1915年12月22日任）
  - 沈云沛（1915年12月22日任）
  - 孙武（1915年12月23日署蔡锷缺，1915年12月29日任）
  - 言敦源（1916年1月2日任）
  - 吴肇邦（1916年1月2日署袁金铠缺）
  - 李鸿祥（1916年1月3日任）
  - 汪瑞闿（1916年2月10日任）
  - 龚心湛（1916年4月26日任）
  - 杨士琦（1916年4月29日任）
  - 李映庚（1916年4月29日任）
  - 李景林（1916年4月29日任）
  - 杨寿枢（1916年5月8日任）

参政院设秘书厅，由秘书长领导：
- 秘书长：张国淦（1914年5月26日任，由林长民代理）[5]